# Hermes (telewizor)
Hermes – ostatni model telewizora czarno-białego produkowany przez Warszawskie Zakłady Telewizyjne.
Produkowany był ok. 1987 r. Charakteryzował się szeregiem nowoczesnych rozwiązań w stosunku do produkowanych wcześniej odbiorników monochromatycznych. Są to między innymi: układ zasilania zbudowany w oparciu o przetwornicę, moduł p.cz. MP2011 (stosowany w OTVC Syriusz), pułapkę chrominancji. Telewizor ten umożliwiał odbiór programów telewizyjnych w standardzie OIRT (późniejsze odbiorniki pracowały w standardach OIRT i CCIR) w zakresie VHF i UHF. Zakres VHF obejmował pasma I-II (kanały 1÷5) oraz III (kanały 6÷12). W zakresie UHF obejmował pasma IV-V (kanały 21÷69). Odbiornik Hermes posiadał gniazda do podłączenia słuchawek i magnetofonu. W odbiorniku zamiennie instalowano głowice; ZTG 65.32 lub ZGM 201.
Odbiornik produkowano jednocześnie w następujących wersjach:
- T400 wersja odbiornika z kineskopem 20", potencjometrami obrotowymi, programatorem ZZP-20530M oraz klawiszowym wyłącznikiem ARCz,
- T600 wersja odbiornika z kineskopem 24", potencjometrami obrotowymi, programatorem ZZP-20530M oraz klawiszowym wyłącznikiem ARCz,
- T401 wersja odbiornika z kineskopem 20", potencjometrami suwakowymi, programatorem ZZP-20470M oraz wyłącznikiem ARCz w szufladce,
- T601 wersja odbiornika z kineskopem 24", potencjometrami suwakowymi, programatorem ZZP-20470M oraz wyłącznikiem ARCz w szufladce,
- T402 wersja odbiornika z kineskopem 20", potencjometrami suwakowymi, programatorem ZZP-20530M oraz klawiszowym wyłącznikiem ARCz,
- T602 wersja odbiornika z kineskopem 24", potencjometrami suwakowymi, programatorem ZZP-20530M oraz klawiszowym wyłącznikiem ARCz.

## Dane techniczne
- Częstotliwość pośrednia wizji: 38 MHz
- Częstotliwość pośrednia fonii:
  - 31,5 MHz dla OIRT (częstotliwość różnicowa fonii 6,5 MHz)
  - 32,5 MHz dla CCIR (częstotliwość różnicowa fonii 5,5 MHz)
- Czułość toru wizji:
  - w pasmach I-III (VHF)
    - użytkowa ≤-56 dB/mW
    - ograniczona synchronizacją ≤-71 dB/mW

  - w pasmach IV-V (UHF)
    - użytkowa ≤-50 dB/mW
    - ograniczona synchronizacją ≤-68 dB/mW
- Maksymalny użytkowy sygnał wejściowy (bez tłumika dodatkowego): ≥-10 dB/mW
- Pasmo przenoszenia w środkowej części obrazu: ≥4 MHz
- Największa użytkowa moc wyjściowa fonii: ≥1,5 W
- Zakres zaskoku synchronizacji:
  - poziomej ≥±400 Hz
  - pionowej ≥4 Hz
- Stabilność dostrojenia w funkcji wszystkich czynników destabilizujących przy pracy ARCz: ≤±100 kHz
- Kineskop:
  - Hermes T400-402 A50-140W 20" 110o
  - Hermes T600-602 A61-140W 24" 110o
- Zasilanie: sieć 220 V+5%-15% – 50 Hz
- Moc pobierana z sieci: ≤45 W
- Wymiary:
  - Hermes T400-402 630×420×350 mm
  - Hermes T600-602 690×490×380 mm
- Masa:
  - Hermes T400-402 18 kg
  - Hermes T600-602 25 kg